# Imre Nagy
Imre Nagy (Kaposvár, comtat de Somogy, 1896 – Budapest, 1958) va ser un polític hongarès, dos cops president del govern del seu país.

## Família
Nascut el 7 de juny de 1896 a Kaposvár, comtat de Somogy (aleshores Imperi Austrohongarès), en el si d'una família camperola, va treballar de ferrer fins que a l'edat de divuit anys s'allistà a l'exèrcit austrohongarès. Quan esclatà la I Guerra Mundial fou destinat al front de l'est. El 1915 fou fet presoner per l'exèrcit rus i deportat a Irkutsk, a Sibèria. Allí fou adoctrinat en el marxisme, s'afilià al Partit Comunista i participà en la guerra civil russa com a membre de l'exèrcit roig. El destinaren a Iekaterinburg, a la guarnició que custodià i executà el tsar Nicolau II i la seva família.

## Inici de la vida política
Un cop acabada la guerra tornà a Hongria i el 1919 participà en l'efímer govern comunista de Béla Kun. L'any 1927 s'exilià a Viena i el 1930 a Moscou, on estudià economia agrària. Treballà a la secció hongaresa de la Komintern, específicament en afers d'agricultura, i més tard al Servei Soviètic d'Estadística. El fet d'actuar com a informador de l'NKVD, la policia secreta política, el deslliurà de les purgues stalinianes, per bé que el 1936 fou expulsat del Partit Comunista. Durant la II Guerra Mundial treballà a "Ràdio Kossuth", emissora de propaganda en llengua hongaresa que transmetia des de Moscou.
El 1944 tornà Hongria amb l'exèrcit soviètic i l'any següent formà part del govern comunista de Mátyás Rákosi com a ministre d'agricultura i responsable de la reforma agrària. Entre 1947 i 1949 fou també president del parlament hongarès. El 13 de juny de 1953, en ple procés de desestalinització de tot el Bloc de l'Est, assumí el càrrec de president del govern tot rellevant Rákosi.

## Presidència del govern d'Hongria
Nagy desenvolupà una política de reformes radicals que tornessin als hongaresos l'esperança d'un futur millor. Recuperà la idea de Lenin de la "nova política econòmica" que elevés el nivell de vida de la gent, alhora que preconitzava un socialisme de rostre humà. Això contrarià la majoria de quadres del Partit Comunista hongarès, encara partidaris de la línia de Rákosi, el qual tothora el presidia, i encara més al Politburó soviètic, de manera que el 14 d'abril de 1955 Imre Nagy fou destituït i poc després expulsat del partit. La majoria de les reformes que havia endegat foren anul·lades en poc temps.

## Revolució hongaresa

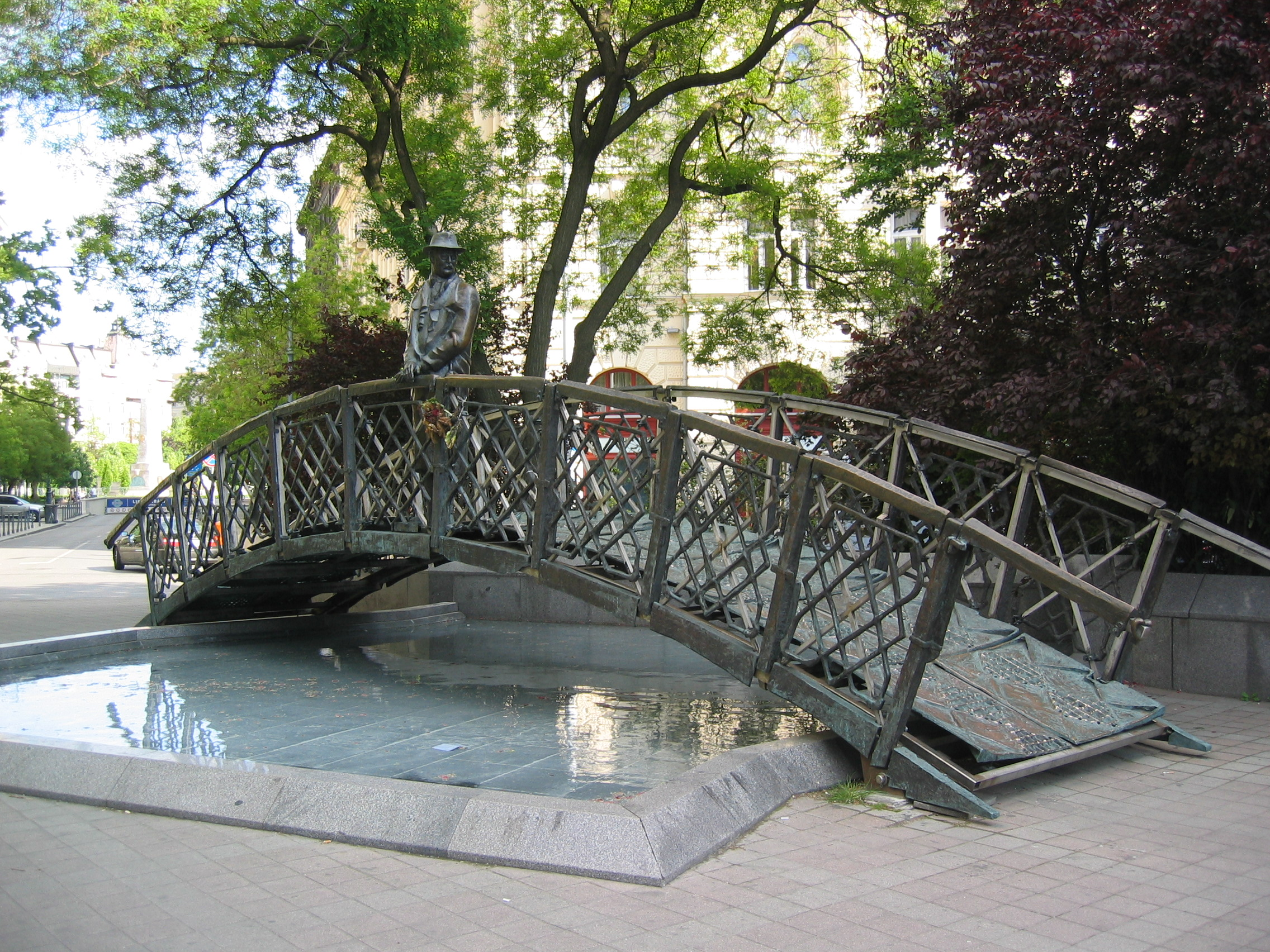
Monument a Imre Nagy a la Vértanúk Tér (plaça dels Màrtirs) de Budapest, davant del Parlament.

A finals d'hivern de 1956, tanmateix, la línia encetada per Nikita Khrusxov de crítica oberta i formal de l'estalinisme donà nova volada als corrents oberturistes de tota l'Europa de l'est. A Poznań, Polònia, hi ha aldarulls a causa de les tímides reformes del partit comunista d'aquell país, mentre a Hongria sovintegen les protestes d'intel·lectuals i d'estudiants. A Budapest, el dia 23 d'octubre hi ha una insurrecció popular, i per tal d'intentar aplacar-la Rákosi és substituït al capdavant del partit per Ernő Gerő i hom torna a cridar Imre Nagy com a president del govern. Nagy emprengué aleshores les reformes més radicals: va formar un govern de coalició amb gent de diversos partits, va proposar una reforma electoral i parlamentària i va retirar Hongria del Pacte de Varsòvia. El dia 1 de novembre, a les Nacions Unides, va proclamar la neutralitat del país, tot demanant a les grans potències de garantir-li aquest nou status. Tant l'exèrcit com la policia, però especialment la gran majoria de la població, li feien costat, cosa que restava palesa pel gran nombre de manifestacions populars a favor d'Imre Nagy.
Per a aquest nou rumb no havia descuidar la negociació amb la Unió Soviètica, la qual de moment no es pronuncià. Secretament, però, aquesta estava pactant amb János Kádár un cop d'estat emparat per tropes russes, que comportés l'enderrocament de Nagy. El 4 de novembre de 1956 els tancs soviètics entraven a Hongria i ocupaven els carrers de Budapest tot enfrontant-se amb la ciutadania. La batalla va durar onze dies, amb un resultat de més de tres mil morts entre la població civil. Malgrat les proclames transmeses des de "Ràdio Europa Lliure", va prevaldre l'statu quo de la guerra freda i cap país occidental no feu costat a la revolució, llevat d'Espanya que va reclamar a l'ONU la intervenció en nom de l'anticomunisme.
Nagy havia obert les fronteres amb Àustria, per on en pocs dies van exiliar-se més de dos-cents mil hongaresos. Ell va demanar asil polític a l'ambaixada de Iugoslàvia, la qual fou immediatament assetjada pels tancs soviètics. János Kádár, el nou president imposat pels invasors, li va prometre personalment la immunitat i Nagy va abandonar l'ambaixada, però a l'instant fou detingut pel KGB i deportat a Romania amb els seus col·laboradors.

## Execució
Restà empresonat a Bucarest vora un any i mig, fins que el tornaren a Hongria per a ser sotmès a un procés sense cap garantia jurídica. Fou condemnat a mort per "conducta contra-revolucionària" i executat a la forca a la presó de Budapest el 16 de juny de 1958.

## Llegat
L'any 1989 Imre Nagy fou oficialment rehabilitat pel Partit Comunista Hongarès, mentre era objecte de funerals d'estat i d'un seguit d'homenatges populars. Actualment és considerat un dels herois nacionals d'Hongria.